# Paenungulata
Paenungulata är en systematisk grupp bland däggdjuren som sammanfattar de tre nutida ordningarna elefantdjur, sirendjur och hyraxar samt några utdöda taxa som Embrithopoda och Desmostylia.

## Kännetecken
Genom genetiska undersökningar är det känt att dessa djurgrupper har samma ursprung men det finns bara ett fåtal morfologiska överensstämmelser. Till dessa gemensamma drag räknas likheter i språngbenets uppbyggnad, att de har 19 eller fler bröstkotor och att deras tredje molartand, såväl i övre som i undre käken, är betydligt större än den andra molartanden.

## Evolution
De äldsta kända fossilen finns från paleocen och tidigt eocen men det antas att gruppen är äldre och att den uppkom under krita. Under senare eocen och oligocen fanns särskilt många arter av hyraxar och elefantdjur. Dessa levde huvudsakligen i Afrika. Ordningarna sirendjur och elefantdjur hade senare en världsvid utbredning. Fram till idag har djurgruppen minskat betydligt och nu finns bara 11 arter kvar.

## Systematik
Det vetenskapliga namnet Paenungulata som betyder "nästan hovdjur" förtydligar den gamla uppfattningen att dessa djur är släktingar eller medlemmar av den obsoleta gruppen "hovdjur". Denna grupp var bara sammanställd efter ytliga kännetecken och används inte längre som systematisk grupp. Tvärtom har genetiska undersökningar visat att Paenungulata tillhör gruppen Afrotheria som inte är släkt med uddatåiga eller partåiga hovdjur.
Följande kladogram visar hur gruppens nutida ordningar är släkt med varandra.
```
Paenungulata
 ├──Hyraxar (Hyracoidea)
 └──Tethytheria
     ├──Elefantdjur (Proboscidea)
     └──Sirendjur (Sirenia)
```